# Rykodisc
Rykodisc, también conocida como Rykodisc Records, es una compañía discográfica estadounidense propiedad de Warner Music Group.

## Historia
Autoproclamándose como la primera discográfica independiente que solo trabajaba con CD en los Estados Unidos, Rykodisc fue fundada en 1983 en Salem (Massachusetts) por Arthur Mann, Rob Simonds, Doug Lexa y Don Rose. La palabra japonesa "ryko", que significa aproximadamente "sonido de un destello de luz", se escogió por la intención de la compañía de concentrarse en la nueva tecnología de los discos compactos. A finales de los años 1980, también comenzó a vender versiones de muchas de sus publicaciones en forma de casetes o de discos de vinilo bajo el nombre de Ryko Analogue.
Rykodisc tuvo varios éxitos destacables en la industria de las reediciones, ya que artistas como Elvis Costello, David Bowie, Yōko Ono, Frank Zappa y Mission of Burma permitieron a Rykodisc publicar sus colecciones en CD. Debido a estos acuerdos, Rykodisc todavía posee los derechos sobre la música de Zappa y Mission of Burma.
Con el paso del tiempo, el sello consiguió comprar Hannibal Records, Tradition Records, Gramavision Records y Restless Records, además de fundar una compañía de distribución, Ryko Distribution, y otra de publicación de música, Rykomusic. El catálogo actual de Rykodisc supera los 1200 títulos.
En 1999, Chris Blackwell abandonó Island Records y compró Rykodisc por 35 millones de dólares para conseguir una manera de promocionar y distribuir su recién formada empresa dedicada a la música y al cine: Palm Pictures. En 2001 Blackwell y Rykodisc se separaron. Durante ese tiempo, el sello discográfico se encontraba localizado en Nueva York con oficinas en Los Ángeles y en Beverly (Massachusetts).
Desde 1988 los CD de Rykodisc se distribuyen con unas características cajas verdes, marca registrada de la compañía que hace que sean fácilmente reconocibles. Aun así, a partir del 2002 comenzó a limitar el uso de dichas cajas en las nuevas publicaciones.
El 23 de marzo del 2006 se supo que Warner Music Group había adquirido todo Ryko por 67.5 millones de dólares. Al producirse este hecho, Warner Bros se quedó con las grabaciones de Frank Zappa para publicar posteriormente sus discos, aunque irónicamente el odio de Zappa a dicha compañía es famoso, ya que mantuvieron varios largos litigios legales.